# Margarita Nikolajewna Nikolajewa
Margarita Nikolajewna Nikolajewa (russisch Маргарита Николаевна Николаева; * 23. September 1935 in Iwanowo; † 21. Dezember 1993 in Odessa, Ukraine) war eine sowjetische Kunstturnerin.
Nikolajewa gewann bei den Olympischen Spielen 1960 die Goldmedaille mit der sowjetischen Damenriege in der Besetzung Polina Astachowa, Lidija Iwanowa, Larissa Latynina, Tamara Ljuchina, Sofia Muratowa und Margarita Nikolajewa. Im Einzelfinale des Mehrkampfs siegte Latynina vor Muratowa und Astachowa; als viertbeste Turnerin der sowjetischen Riege belegte Margarita Nikolajewa auch den vierten Platz im Mehrkampf. Zusätzlich erreichte sie zwei Einzelfinals. Am Schwebebalken belegte sie ebenfalls den vierten Platz und am Sprung siegte sie mit fast 0,3 Wertungspunkten vor Muratowa und Latynina. 
Die 1,59 m große Margarita Nikolajewa startete für VS Odessa. 